# پروویدنس (آلاباما)
پروویدنس (به انگلیسی: Providence) شهری در شهرستان مارنگو ایالت آلاباما است که مساحت آن ۴٫۵۲ کیلومتر مربع است و در سرشماری سال ۲۰۱۰ میلادی، ۲۲۳ نفر جمعیت داشته و تراکم جمعیتی آن، ۴۹٫۳۴ نفر در هر کیلومتر مربع بوده است.